# 13DDX
13DDXは、海上自衛隊が計画している護衛艦の艦級。令和13年度（2031年度）に建造する予定の護衛艦として上記の仮称が挙げられている。従来の護衛艦に比べネットワークの大幅な強化を行い、分散型海上作戦（DMO）を可能とする持続性、優れた情報戦、無人システム、対水中・対空能力、兵站の維持を重視し、ドローン、極超音速滑空体などが登場するとされる、新しい戦争の形に対応する。

## 概要
ロシア、中華人民共和国、北朝鮮の開発・保有する極超音速滑空体などのミサイルへの対処、中国が唱える接近阻止・領域拒否の範囲内への侵入・作戦行動をとることのできる多層防空能力と持続力を備えた護衛艦となる。

## 設計
あさひ型、まや型、もがみ型、新型FFMなどの先行する護衛艦の設計を反映し、新型艦対空ミサイルをはじめとした複数の対空火器を装備する「防空護衛艦（Air Defense Destroyer）」とされている。
また、将来のネットワークなどの発展に伴い必要とされる改修が可能な十分な発展性を持ち、相当のステルス性を備えたステルス艦となる。また、新しく電気推進機関、新型レーダーやセンサーなども装備する。
13DDXに関連する防衛省の研究開発として、2023年度（令和5年度）の研究開発には新型艦対空ミサイルに相当する「新艦対空誘導弾（能力向上型）」（令和6年度から同12年度に試作、同10年度から同13年度に技術・実用試験）が、23式艦対空誘導弾の発展型で、新たに高高度・高速の対艦ミサイル等への対処を目標として開発される。
また新型レーダーに相当する「高速高機動目標対応レーダの開発」（令和6年度から同10年度に開発試験、同11年度から同12年度に技術・実用試験）は、従来より送信出力の大出力化・空中線の大型化に加え、低RCS・遠距離目標に対応するSバンド、低高度小型目標に対応するXバンド、2種類の周波数で動作するレーダー（Dual Band Radar, DBR）として開発される。
さらに同年度の研究開発「護衛艦用新戦闘指揮システムの研究」では、AI（人工知能）による各種判断・計画の提案に加え、レールガン・高出力レーザー・高出力マイクロ波といった新たな装備に対応する。上記3つの研究開発は並行・密接に連携して開発が行われる。
上記３つの研究に加え、以前より開発が行われたFCネットワーク（海自版共同交戦能力）により、LOR（Launch On Remote:射撃艦は探知艦の目標情報を基に対空誘導弾を発射後、誘導弾迎撃前までに自前の情報を用いて目標を追尾し誘導弾を誘導)に加えEOR(Engage On Remote:射撃艦は探知艦の目標情報のみで誘導弾を発射・誘導・迎撃)が可能となり、より遠距離・多目標に対する対処が可能になる。
2024年度（令和6年度）の研究開発には、「艦載用レーザーシステムの研究」（令和7年度から同11年度に研究試作、同9年度から同12年度に運用実証）があり、UAV（小型無人機）への対処が想定されている。
また2024年防衛装備庁技術シンポジウムでは、次期護衛艦に搭載される各種高エネルギー兵器は、従前よりも電力使用量が格段に増す。このため機関には統合電気推進を採用した上で、発電機・電力貯蔵装置（蓄電池）から、推進機（モーター）や照明・空調、各種装備へ適切に配電する制御システムを含むIPES（Integrated Power and Energy System）を開発すると発表された。
極超音速滑空体・極超音速巡航機対処ミサイルは、GPI（Glide Phase Interceptor：滑空段階迎撃用誘導弾）として、2030年代の開発完了を目指した日米共同開発が行われている。